# 姫池通
姫池通（ひめいけどおり）は、愛知県名古屋市千種区にある町名。現行行政地名は姫池通1丁目から姫池通3丁目。住居表示未実施。

## 地理
名古屋市千種区の中央部に位置し、東に城山町、西に法王町と月見坂町、南に末盛通、北に城山新町に接する。

## 歴史

### 町名の由来
田代町の小字名「姫ケ池上」「姫ノ池下」による。字名は1929年（昭和4年）まであった姫ケ池に由来する。池の名称は、今川氏により末森城が攻撃を受けた際に、逃げ場を失った奥方や姫が池に飛び込み自殺をしたことからこの名がついたとされる。

### 行政区画の変遷
- 1945年（昭和20年）9月20日 - 千種区田代町の一部より、同区姫池通が成立[1]。
- 1948年（昭和23年）3月1日 - 田代町の一部を編入[1]。
- 1961年（昭和36年）10月20日 - 田代町の一部を編入[1]。

## 世帯数と人口
2019年（平成31年）1月1日現在の世帯数と人口は以下の通りである。
| 町丁   | 世帯数  | 人口  |
| ------ | ------- | ----- |
| 姫池通 | 251世帯 | 404人 |

## 学区
市立小・中学校に通う場合、学校等は以下の通りとなる。また、公立高等学校に通う場合の学区は以下の通りとなる。
| 番・番地等 | 小学校               | 中学校               | 高等学校 |
| ---------- | -------------------- | -------------------- | -------- |
| 全域       | 名古屋市立田代小学校 | 名古屋市立城山中学校 | 尾張学区 |

## 交通
- 愛知県道30号関田名古屋線

## その他

### 日本郵便
- 郵便番号 : 464-0055[4]（集配局：千種郵便局[11]）。